# Крузе, Карл Густав
Барон Карл Густав Крузе (швед. Carl Gustaf Kruse af Kajbala; умер 1 сентября 1732) — шведский военачальник, генерал от кавалерии, сподвижник Карла XII, участник Северной войны.

## Биография
Сын генерала и губернатора Эрика Сигвардссона Крузе af Elghammar и его жены Катарины Горн af Kanckas.
В 1676 году получил чин корнета шведской армии, позже исполнял дипломатические поручения, во время своего пребывания в Венгерской армии стал подполковником. Вернувшись в Швецию, 16 июля 1700 года произведен в полковники Уппландского кавалерийского полка, с 1706 года — генерал-майор кавалерии.
Участвовал в Русском походе Карла XII, во главе кавалерийских отрядов сражался у Красного Кута и Соколки.
После Полтавской битвы и отступления армии сдался в плен у Переволочной. Его единственный сын погиб в битве под Полтавой.
Оставался в русском плену до заключения мира. В 1720 году получил чин генерал-лейтенанта, с 1722 года — генерал от кавалерии. Вышел в отставку в 1731 году, за год до смерти.